# Stazione di Ashikaga
La stazione di Ashikaga (足利駅?, Ashikaga-eki) è una stazione ferroviaria situata nella città omonima, nella prefettura di Tochigi in Giappone, gestita dalla JR East.

## Linee
JR East
■ Linea Ryōmō

## Struttura
La stazione è realizzata in superficie, con due marciapiedi laterali con due binari passanti, collegati da un sovrappassaggio. Il lato nord della stazione dispone di varchi automatici che supportano la bigliettazione elettronica SUICA.
| Binario | Linea         | Destinazioni principali             |
| ------- | ------------- | ----------------------------------- |
| 1       | ■ Linea Ryōmō | Kiryū, Isesaki, Maebashi e Takasaki |
| 2       | ■ Linea Ryōmō | Sano, Tochigi e Oyama               |

## Stazioni adiacenti
| «           | Servizio    | »                    |
| Linea Ryōmō | Linea Ryōmō | Linea Ryōmō          |
| ----------- | ----------- | -------------------- |
| Yamamae     | -           | Ashikaga Flower Park |